# Leptodeira bakeri
Leptodeira bakeri är en ormart som beskrevs av Ruthven 1936. Leptodeira bakeri ingår i släktet Leptodeira och familjen snokar. Inga underarter finns listade i Catalogue of Life.
Arten förekommer i nordöstra Venezuela. Honor lägger ägg.